# Xestia diluta
Xestia diluta là một loài bướm đêm trong họ Noctuidae.